# Coupe du monde masculine de volley-ball 1981
Navigation
Coupe du monde 1977 Coupe du monde 1985
La 4e Coupe du monde de volley-ball masculin a eu lieu au Japon du 19 au 28 novembre 1981.

## Formule de compétition
La Coupe du monde de volley-ball 1981 a regroupé 8 équipes. Elle se compose des champions de 5 continents (Asie, Amérique du Nord, Amérique du Sud, Europe, Afrique), de 2 wild-card et du pays organisateur.
Les matches seront disputés en Round Robin. Chaque équipe rencontrera les autres (au total, 7 matches par équipe).

## Équipes présentes
- Japon : organisateur
- Cuba : champion d'Amérique du Nord
- Brésil : champion d'Amérique du Sud
- Chine : champion d'Asie
- URSS : champion d'Europe
- Tunisie : champion d'Afrique
- Pologne : vice-champion d'Europe
- Italie : 3e du champion d'Europe

## Poule unique
| # | Équipe  | Pts | J | G | P | Pp | Pc | Ratio | Sp | Sc | Ratio |
| 1 | URSS    | 14  | 7 | 7 | 0 | 0  | 0  | MAX   | 21 | 2  | 10.5  |
| 2 | Cuba    | 13  | 7 | 6 | 1 | 0  | 0  | MAX   | 18 | 9  | 2     |
| 3 | Brésil  | 12  | 7 | 5 | 2 | 0  | 0  | MAX   | 16 | 11 | 1.455 |
| 4 | Pologne | 11  | 7 | 4 | 3 | 0  | 0  | MAX   | 14 | 13 | 1.077 |
| 5 | Chine   | 10  | 7 | 3 | 4 | 0  | 0  | MAX   | 12 | 14 | 0.857 |
| 6 | Japon   | 9   | 7 | 2 | 5 | 0  | 0  | MAX   | 12 | 15 | 0.8   |
| 7 | Italie  | 8   | 7 | 1 | 6 | 0  | 0  | MAX   | 9  | 18 | 0.5   |
| 8 | Tunisie | 7   | 7 | 0 | 7 | 0  | 0  | MAX   | 1  | 21 | 0.048 |

## Tableau final
| Place              | Équipe  |
| ------------------ | ------- |
| Médaille d'or      | URSS    |
| Médaille d'argent  | Cuba    |
| Médaille de bronze | Brésil  |
| 4                  | Pologne |
| 5                  | Chine   |
| 6                  | Japon   |
| 7                  | Italie  |
| 8                  | Tunisie |